# فرودگاه باریرا دو اینفرنو
فرودگاه باریرا دو اینفرنو (به انگلیسی: Barreira do Inferno Launch Center) (به زبان بومی: Centro de Lançamento da Barreira do Inferno) یک فرودگاه پادگان است . این فرودگاه در کشور برزیل قرار دارد .